# Trimeresurus labialis
Trimeresurus labialis är en ormart som beskrevs av Steindachner 1867. Trimeresurus labialis ingår i släktet palmhuggormar och familjen huggormar. Inga underarter finns listade i Catalogue of Life.
Arten förekommer på ögruppen Nikobarerna som tillhör Indien. Honor lägger inga ägg utan föder levande ungar.